# 朴河旼
朴 河旼（パク・ハミン、박하민、1998年2月14日 - ）は、韓国の囲碁棋士。釜山出身、金大容五段門下、韓国棋院所属、六段。クラウン・ヘテ杯優勝など。

## 経歴
2007年大韓生命杯世界子供国手戦有段者部で優勝。2014年メジオン杯オープン新人王戦ベスト8。2015年初段。2016年メジオン杯準優勝、二段。2017年未来の星新鋭最強戦準優勝、三段。2018年四段。2019年クラウン・ヘテ杯で朴廷桓、羅玄らを破って優勝し五段昇段、未来の星新鋭最強戦王中王戦優勝し六段昇段。
韓国囲碁リーグでは、2015年から楽スターリーグ出場、2018年韓国物価情報チームで出場し7勝7敗の成績で新人賞受賞。韓国囲碁棋士ランキングでは2018年49位。2019年から中国甲級リーグに廈門チームで出場。

### タイトル歴
- クラウン・ヘテ杯 2019年
- 未来の星新鋭最強戦 2019年（第4回2次）、2019年王中王戦

### 他の棋歴
- メジオン杯オープン新人王戦 準優勝 2016年
- 未来の星新鋭最強戦 準優勝 2017年
- 韓国囲碁リーグ
  - 2018年（韓国物価情報）7-7（ポストシーズン 1-2）
- 中国囲棋甲級リーグ戦
  - 2019年（国旅連合廈門）